# Marco Müller (Eishockeyspieler, 1960)
Marco Müller (* 26. Juli 1960) ist ein ehemaliger Schweizer Eishockeyspieler.

## Karriere

### National
Müller, der seine Juniorenzeit beim HC Davos verbracht hatte, spielte mit den Bündnern zunächst bis 1979 in der zweitklassigen Nationalliga B, anschliessend acht Saisons in der Nationalliga A. Seine Brüder Reto Müller und Thomas Müller spielten ebenfalls für den HC Davos. 1984 und 1985 gewann er mit den Davosern die Schweizer Meisterschaft. Die Saison 1987/88 verbrachte er beim SC Bern, es folgte ein einjähriges Engagement beim HC Ambrì-Piotta. Die Tessiner waren die letzte Station in seiner Profikarriere; seine Karriere liess der Linksschütze beim Grasshopper Club Zürich ausklingen.

### International
Für die Schweiz nahm Müller an den B-Weltmeisterschaften 1981, 1982, 1983, 1985 und 1986 sowie der A-Weltmeisterschaft 1987 teil. Zuvor hatte Müller an den U18-Junioren-Europameisterschaften 1977 und 1978 sowie der B-Junioren-Weltmeisterschaft 1979 – es gelang der Aufstieg in die A-Gruppe – und Junioren-Weltmeisterschaft 1980 teilgenommen.

## Erfolge und Auszeichnungen
- 1984 Schweizer Meister mit dem HC Davos
- 1985 Schweizer Meister mit dem HC Davos